# متحف العلمين العسكري

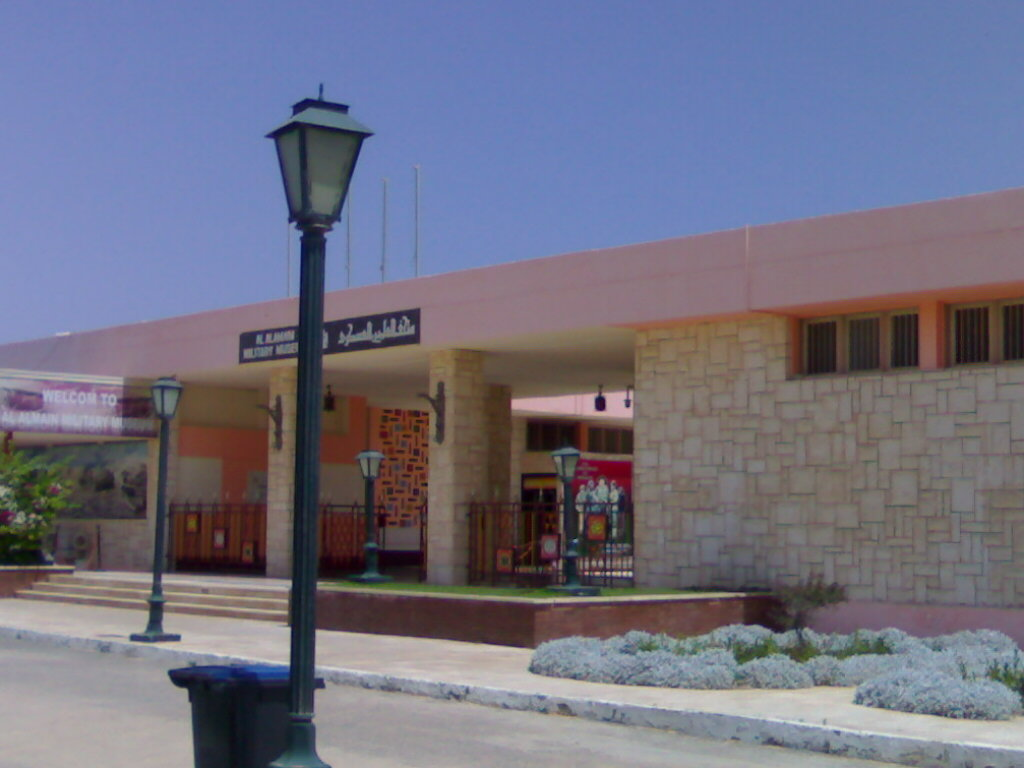
متحف العلمين العسكري من الخارج

متحف العلمين العسكري هو متحف يخلد معارك العلمين الفاصلة التي نشبت خلال الحرب العالمية الثانية على أرض العلمين المصرية وحولها، ويضم مجموعة من الأسلحة والمدرعات والمجسمات التي تعبر عن معارك العلمين والقوات التي اشتركت فيها، كما تضم خرائط عن سير المعارك.

## افتتاحه وتجديده
افتتح متحف العلمين العسكري في مدينة العلمين في 16 ديسمبر 1965، وأعيد افتتاحه بعد تطويره في 21 أكتوبر 1992 (في الذكرى الخمسين لمعركة العلمين) حيث شاركت كل من إنجلترا وألمانيا وإيطاليا بالمعلومات والمعروضات.

## قاعات المتحف

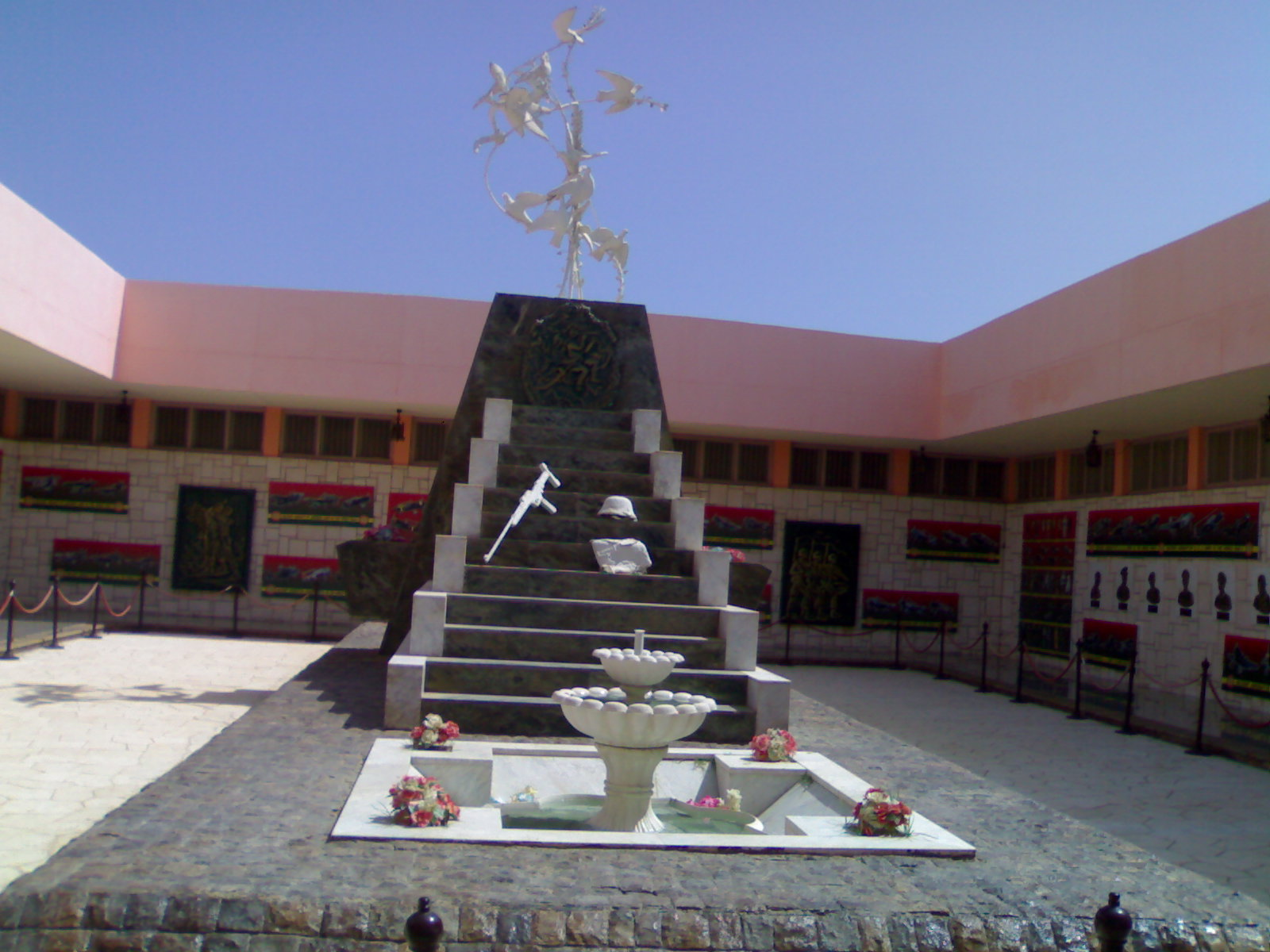
النصب التذكاري الذي يتوسط البهو الرئيسي لمتحف العلمين العسكري

يتكون المتحف من خمس قاعات وبهو رئيسي يتوسطه النصب التذكاري، وهذه القاعات هي على الترتيب:

### القاعة المشتركة

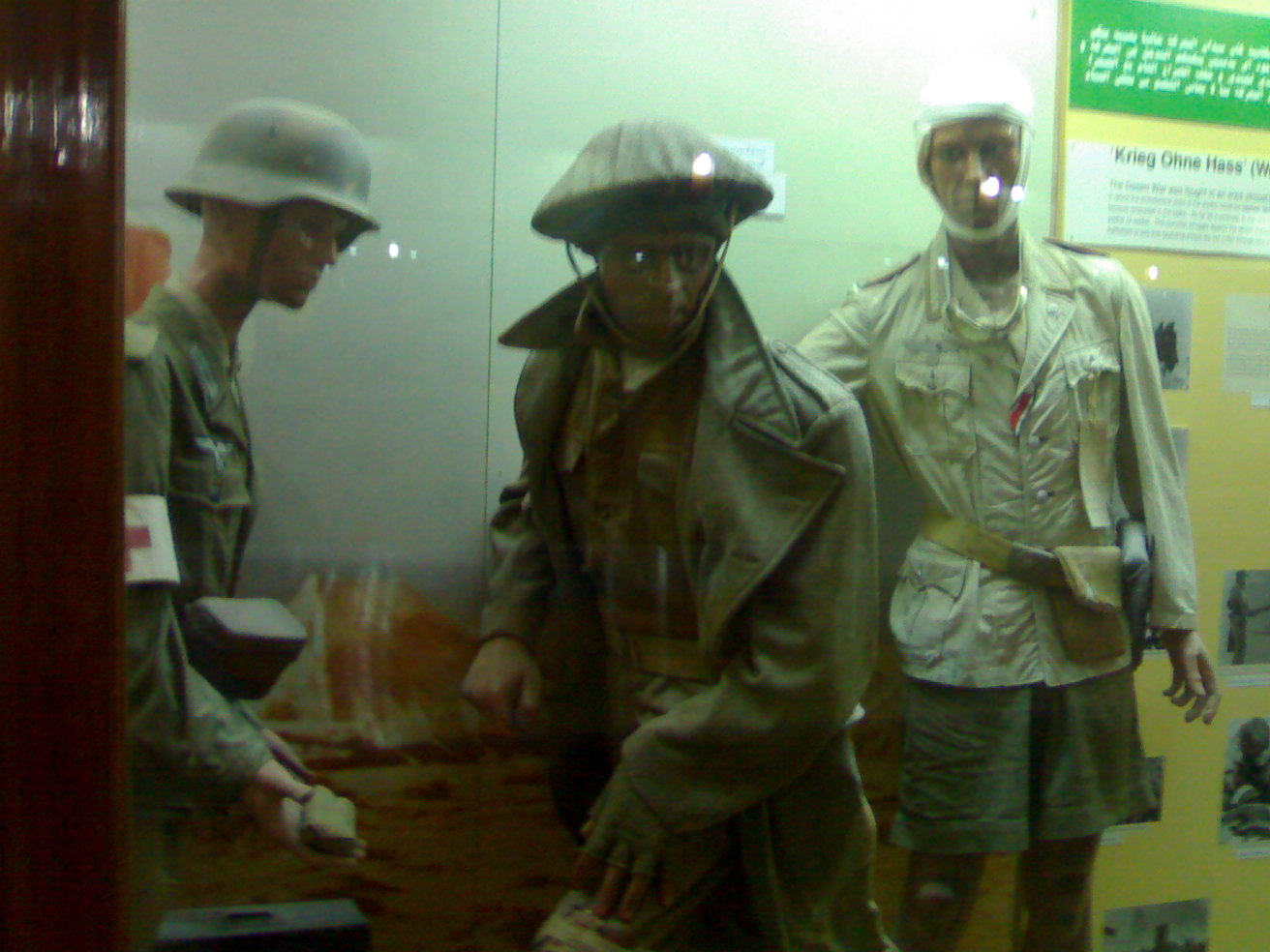
القاعة المشتركة: جندي أسير جريح من الفرقة الرابعة الهندية التابعة لقوات الكومنولث أثناء نقله إلى نقطة إسعاف ألمانية

وتضم معروضات لجميع الدول التي اشتركت في الحرب والتي تعبر عن أسباب قيام المعركة.
من بين معروضات القاعة المشتركة:
- أدوات الطعام الخاصة بأحد الجنود
- مجسم يمثل جندياً أسيراً جريحاً من الفرقة الرابعة الهندية ينقل إلى نقطة إسعاف ألمانية
- كتاب مقدس خاص بأحد الجنود الذين شاركوا في القتال

### قاعة إيطاليا
يتصدر القاعة مجسم لشعار القوات المسلحة الإيطالية، وتعرض القوات الإيطالية التي اشتركت في معارك شمال أفريقيا بتشكيلاتها المختلفة.
من بين معروضات قاعة إيطاليا:
- تماثيل تمثل جنود وضباط الجيش الملكي الإيطالي وأزياءهم المختلفة، من بينها:

1. أنباشي في الفريق الملكي الليبي، أحد فرق الجيش الملكي الإيطالي آنذاك
2. مهندس عسكري بملابس الميدان الصيفية
3. جندي مدرعات بزي القتال الشتوي
4. رائد (ميجور) مدفعية بزي القتال الشتوي
5. مظلي إيطالي
6. ملازم طبيب بالبحرية الإيطالية مرتدياً الزي الصيفي
7. نقيب طيار سلاح الطيران الملكي الإيطالي

- آلات جراحية استخدمها أحد الأطباء العسكريين الإيطاليين أثناء الحرب
- بعض الأسلحة التي استخدمها الجيش الملكي الإيطالي في معارك العلمين
- هاتف ميدان مركزي
- صورة فوتوغرافية لجندي إيطالي وخطاب مواساة لعائلته (أهدت هذه المقتنيات للمتحف حفيدة الجندي سنة 2006)

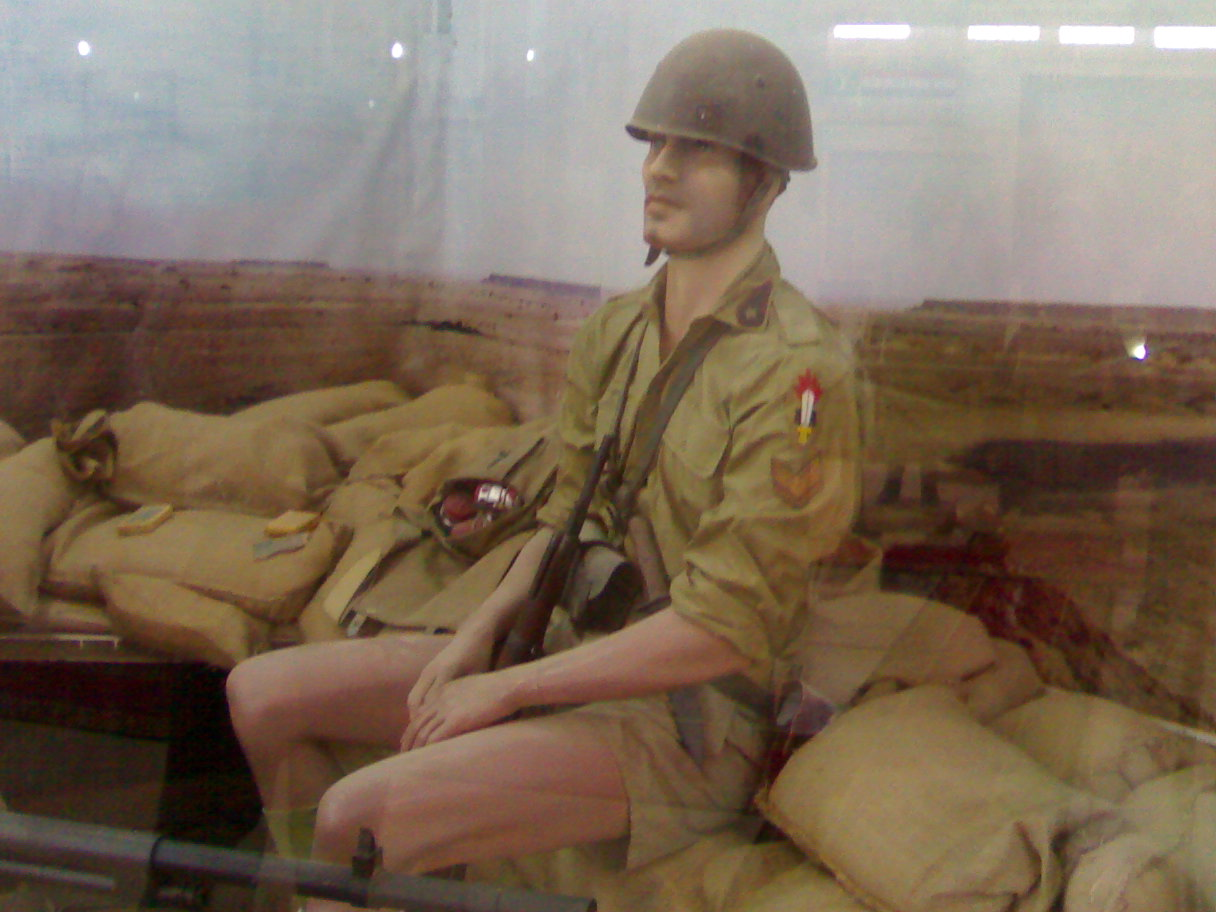
قاعة إيطاليا: مهندس عسكري بالجيش الملكي الإيطالي في ملابس الميدان الصيفية

### قاعة مصر
أنشئت ضمن تطوير المتحف، وتوضح دور مصر خلال الحرب العالمية الثانية.
ومن بين معروضات القاعة:
- لوحة تمثل أسر طيار إيطالي على يد دورية الشاويش حسن محمد يوم 17 يوليو 1940
- لوحة تمثل أسر القوات المصرية 9 ألمان كانوا يلغمون السكة الحديدية
- تماثيل تمثل الجيش المصري وأزياء جنوده في مختلف العصور
- بعض الأسلحة التي كان يستخدمها الجيش المصري في فترة الحرب العالمية الثانية
- صور قادة الجيش المصري أثناء الحرب العالمية الثانية
- ديوراما تمثل معركة العلمين الثانية

### قاعة ألمانيا

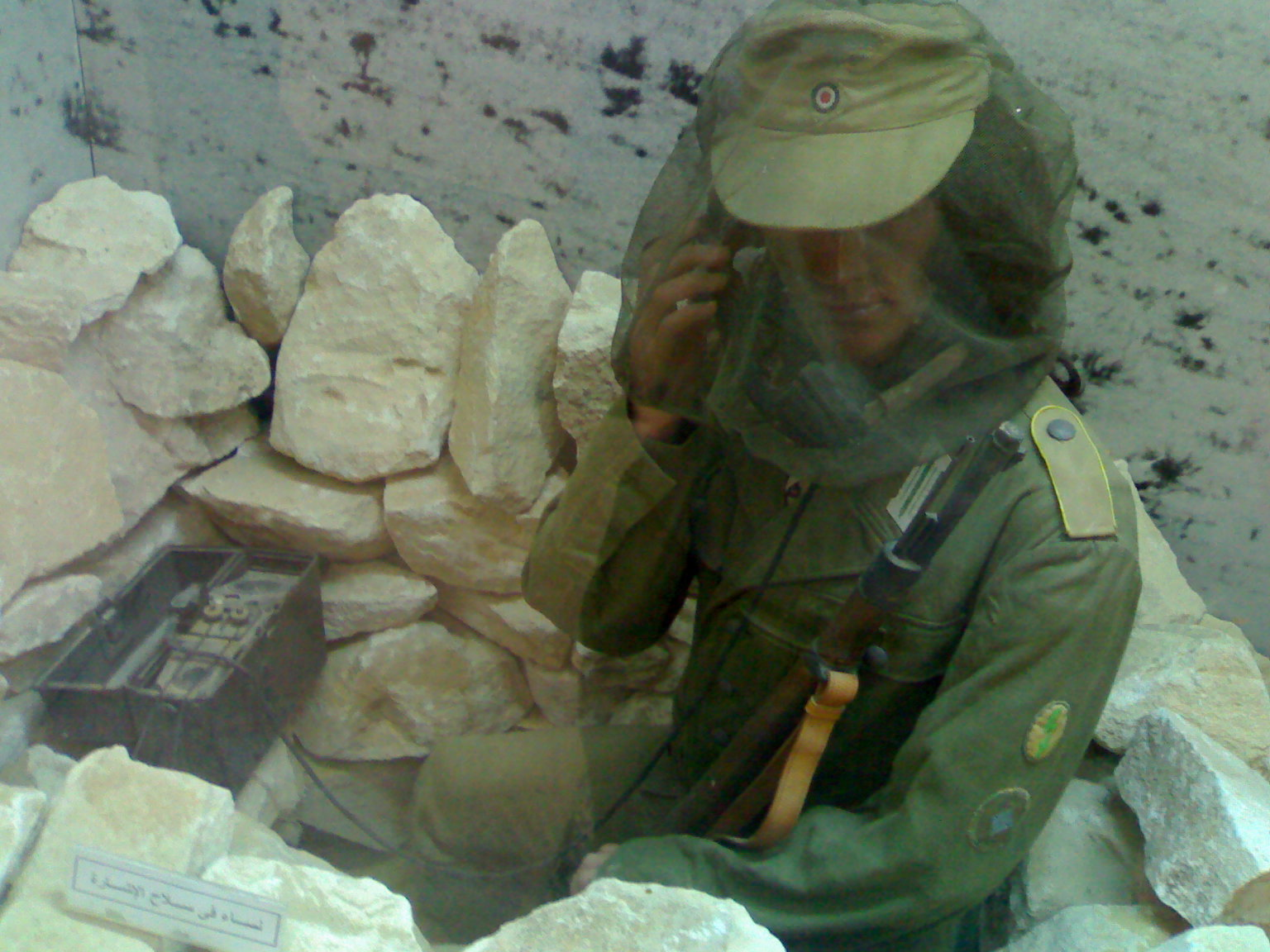
قاعة ألمانيا: امرأة ألمانية مجندة في سلاح الإشارة تقوم بعملها وسط معارك العلمين بالصحراء المصرية

وتعرض القوات الألمانية التي اشتركت في معارك شمال أفريقيا بتشكيلاتها المختلفة.
ومن بين معروضات القاعة:
- مجسمات تمثل جنوداً وضباطاً ألمان، من بينها مجسم لامرأة ألمانية مجندة في سلاح الإشارة
- دراجة نارية حربية ألمانية بي إم دبليو معدة للعمل في الصحراء ومجهزة للاشتباك مع الطائرات
- بعض المقتنيات التي تؤرخ للفيلق الأفريقي وقائده الفيلد مارشال إرفين رومل.

### قاعة بريطانيا
وتعرض القوات البريطانية التي اشتركت في معارك شمال أفريقيا بتشكيلاتها المختلفة.
ومن بين معروضات القاعة:

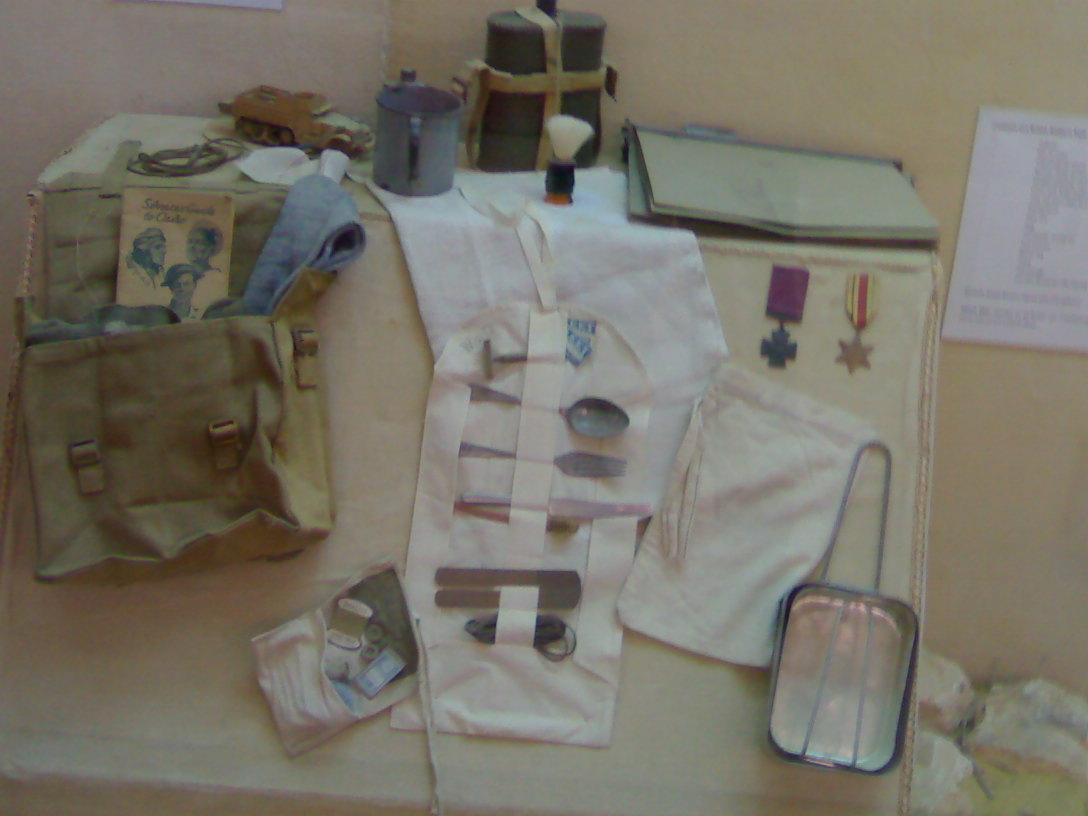
قاعة بريطانيا: محتويات شدة أحد الجنود البريطانيين الذين شاركوا في معارك العلمين

- مجسمات تمثل جنوداً وضباطاً بالجيش البريطاني، منها:

1. جندي من الكتيبة الرابعة الفرقة 16 بنجاب يحمل مدفعاً رشاشاً من نوع برن
2. طيار من سلاح الجو الملكي البريطاني أثناء فترة الراحة
3. أحد مقاتلي الصحراء البريطانيين يستخدم البوصلة

- ذخيرة خاصة بالمدفعية البريطانية
- قنابل يدوية من نوع ميلز 36 استخدمتها القوات البريطانية في الحرب

## العرض المكشوف
ويعرض الأسلحة والمعدات الثقيلة الخاصة بقوات المحور والحلفاء التي شاركت في معارك العلمين، ومن بينها:
- أسلحة قوات المحور

1. مدفع ميدان ألماني مضاد للدبابات عيار 150 مم
2. مدفع ألماني مضاد للطائرات عيار 88 مم
3. مدفع هاوتزر ألماني عيار 150 مم، مركّب على دبابة خفيفة

- أسلحة ومعدات الحلفاء

1. حاملة جنود يونيفيرسال إنجليزية
2. حاملتا جنود أمريكيتان
3. دبابة شيرمان أمريكية
4. دبابة جنرال غرانت أمريكية
5. طائرة سبيتفاير إنجليزية ترجع إلى سنة 1939
6. عربة مدرعة إنجليزية
7. عربة فورد كندية الصنع موديل 1912، حمولة 3 طن
8. عربة إمداد فورد حمولة 3 طن
9. مدفع 17 رطل إنجليزي مضاد للدبابات
10. مدفع إنجليزي مضاد للطائرات عيار 3.7 بوصة
11. مدفع هسبانو سويزا مضاد للطائرات عيار 30 مم

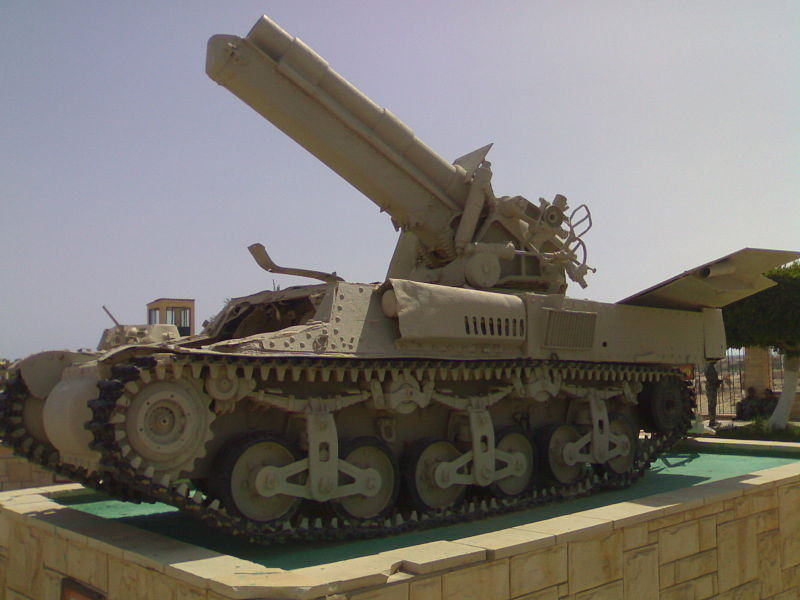
العرض المكشوف: مدفع هاوتزر ألماني على دبابة خفيفة 150 مم

12. ألغام بحرية